# Deutsche EU-Ratspräsidentschaft 2007
Die Deutsche EU-Ratspräsidentschaft in der ersten Jahreshälfte 2007 bezeichnet den turnusmäßigen Ratsvorsitz der Bundesrepublik Deutschland im Rat der Europäischen Union auf Grundlage von Art. 203 Satz 1 EGV in Verbindung mit dem Ratsbeschluss 2005/902/EG, EURATOM. Bundeskanzlerin Angela Merkel war Vorsitzende des Europäischen Rates, die übrigen Mitglieder der deutschen Bundesregierung im Kabinett Merkel I leiteten die verschiedenen Formationen des Ministerrates. Bundesaußenminister Frank-Walter Steinmeier saß dem Rat für Allgemeine Angelegenheiten und Außenbeziehungen vor.
Der deutsche Ratsvorsitz vom 1. Januar bis 30. Juni 2007 wurde im Rahmen der Dreier-Präsidentschaft wahrgenommen, zu der auch die folgende portugiesische und slowenische Ratspräsidentschaft gehörten.

## Politische Agenda

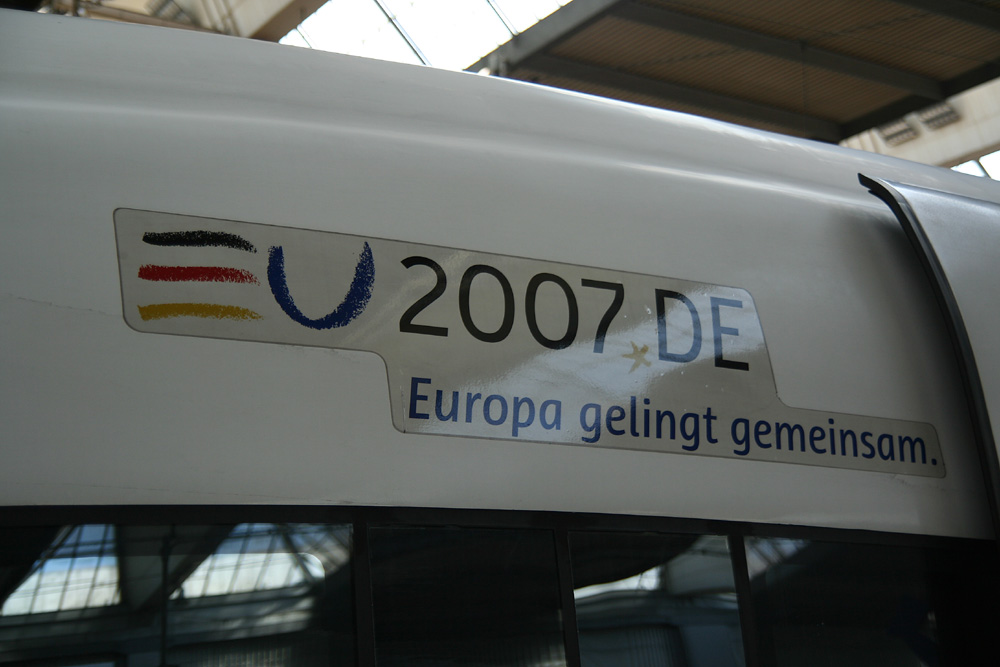
Werbebanner an einem ICE 3M anlässlich der deutschen EU-Ratspräsidentschaft

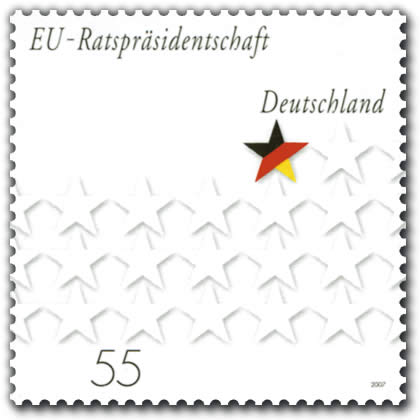
Briefmarke 2007

Bei der Vorstellung der politischen Agenda der deutschen Ratspräsidentschaft nannte die deutsche Bundeskanzlerin in einer Rede vor dem Europäischen Parlament in Straßburg am 17. Januar 2007 die Fortentwicklung des Europäischen Verfassungsprozesses, die Weiterentwicklung der gemeinschaftlichen Energie- und Umweltpolitik, sowie die Verbesserung des transatlantischen Verhältnisses.

### Europäischer Verfassungsvertrag
In den Vordergrund ihres Programms stellte die deutsche Bundesregierung zu Beginn ihrer Ratspräsidentschaft die Belebung des politischen Prozesses auf dem Weg zu einem Europäischen Verfassungsvertrag, der in seiner ursprünglichen vom Europäischen Verfassungskonvent verabschiedeten Form von Frankreich und den Niederlanden im Mai und Juni 2005 durch Volksabstimmungen abgelehnt worden war. In ihrer Rede vor dem Europäischen Parlament am 17. Januar 2007 erklärte die deutsche Bundeskanzlerin die „Phase der Reflexion“ für beendet und erklärte, die Verfassungsfrage bis zu den Wahlen zum Europäischen Parlament 2009 einer Lösung zuzuführen. In der sogenannten „Berliner Erklärung“ anlässlich des 50. Jahrestages der Unterzeichnung der Römischen Verträge erreichte die Bundesregierung unter den Mitgliedstaaten Geschlossenheit in dem Bemühen, die EU bis zu den Europawahlen 2009 „auf eine erneuerte gemeinsame Grundlage zu stellen“.
Auf dem Europäischen Rat in Brüssel verständigten sich die Mitglieder in langen Verhandlungen auf die Eckpunkte einer EU-Reform, die die „Substanz“ der Verfassung enthalten sollte. Zu den Kernpunkten des Grundlagenvertrages zählen die Einrichtung eines EU-Ratspräsidenten sowie eines Hohen Beauftragter für die Außen- und Sicherheitspolitik, zusätzliche Mehrheitsentscheidungen im Rat und mehr Rechte für das Europäische Parlament und die nationalen Parlamente. Die Zahl der EU-Kommissare sollte 2014 auf 18 reduziert werden und die EU-Grundrechtecharta wurde außer für Großbritannien für bindend erklärt.

### Umwelt- und Energiepolitik
Im Vorfeld des Brüsseler Frühjahrsgipfels des Europäischen Rates am 8. März 2007 plädierte die deutsche Ratspräsidentin für eine ambitionierte Klimaschutzpolitik. Der endgültige Brüsseler Beschluss sah im Rahmen einer verbindlichen unilateralen Selbstverpflichtung eine Reduzierung der Treibhausgasemissionen bis 2020 um 20 % gegenüber der Emissionsmenge aus dem Jahr 1990 vor. Dieser Prozentsatz soll auf 30 % erhöht werden, für den Fall, dass weitere Industriestaaten ähnliche Maßnahmen ergreifen. Uneinigkeit herrscht in der Frage des Energiemixes. So visiert die deutsche Ratspräsidentschaft zusammen mit der Europäischen Kommission und anderen Staaten wie Dänemark und Schweden eine Steigerung des Anteils Erneuerbarer Energien am Gesamtenergieverbrauch auf 20 % bis 2020 an. Traditionell kernenergiefreundliche Mitgliedstaaten wie Frankreich oder die Tschechische Republik hielten dagegen unter Hervorhebung der Emissionsfreiheit von Kernkraftwerken an dieser Energieform fest.

### Nachbarschaftspolitik
Am 1. Januar 2007 traten Bulgarien und Rumänien der Europäischen Union bei. Die Assoziierungsgespräche mit Serbien wurden nach einjähriger Verhandlungspause wieder aufgenommen und auch mit der Türkei wurden die Beitrittsverhandlungen weitergeführt.
Ein neues Partnerschafts- und Kooperationsabkommen mit Russland scheiterte am Einspruch Polens, das ein russisches Fleischembargo gegen sich nicht akzeptieren wollte. Im Nahostkonflikt bemühte sich die deutsche Ratspräsidentschaft erfolgreich um eine Wiedereinberufung des Nahostquartetts, ohne jedoch konkrete Friedensergebnisse im Zusammenhang mit den Kämpfen im Libanon und den Palästinenser-Gebieten zu erreichen.
Weiter hat die Union neue Kriterien für ihre Nachbarschaftspolitik entwickelt, die im besonderen Nachbarländer in Osteuropa (Ukraine, Moldawien) auch ohne Vollmitgliedschaft an die EU binden soll.

### Weitere Politikfelder
Auf deutsche Initiative verpflichtete sich die EU durch vereinfachte Verfahren der Industrie jährlich 1,3 Milliarden Euro zu sparen. Für Roaming-Gebühren wurden eine Obergrenze von zunächst 58,3 Cent pro Minute für abgehende und 28,5 Cent für eingehende Gespräche beschlossen. Die europaweite Liberalisierung der Postmärkte für das Jahr 2009 scheiterte am Widerstand einzelner Staaten.
Die EU-Justizminister im Rat für Justiz und Inneres beschlossen, die Strafregister der Einzelstaaten zu vernetzen und eine Visa-Datenbank einzurichten. Ein im Vorjahr gegründetes Europäisches Netzwerk für Beratergruppen (European Network of Advisory Teams, EuNAT) zur grenzüberschreitenden Verfolgung von Entführung, Geiselnahme und Erpressung mit Bedrohung von Menschenleben wurde ausgebaut und an Europol angekoppelt.
Im bargeldlosen Zahlungsverkehr wurde beschlossen, dass transnationale Überweisungen und Lastschriften ab 2008 nicht teurer als Inlandsüberweisungen sein sollten. Die Finanzminister beschlossen den einheitlichen europäischen Zahlungsraum und in der Forschungspolitik wurde die Gründung eines Europäischen Technologie-Instituts beschlossen.

### Ministertreffen
Eine Übersicht über die Ministertreffen laut den Angaben auf der Webseite der deutschen Ratspräsidentschaft.
- 14. bis 16. Januar 2007: Informelles Ministertreffen Justiz und Inneres in Dresden
- 18. bis 20. Januar 2007: Informelles Ministertreffen für Beschäftigung und Soziales in Berlin
- 12. bis 13. Februar 2007: Informelles Ministertreffen Kultur und Medien in Berlin
- 01. bis 02. März 2007: Informelles Ministertreffen Bildung in Heidelberg
- 01. bis 02. März 2007: Informelles Ministertreffen Verteidigung in Wiesbaden
- 12. bis 13. März 2007: Informelles Ministertreffen Entwicklungszusammenarbeit in Bonn/Petersberg
- 30. bis 31. März 2007: Informelles Außenministertreffen in Bremen
- 19. bis 20. April 2007: Informelles Ministertreffen für Gesundheit in Aachen
- 20. bis 21. April 2007: Informelles Treffen der Wirtschafts- und Finanzminister in Berlin
- 26. bis 27. April 2007: Informelles Treffen der Forschungs- und Wirtschaftsminister in Würzburg
- 15. bis 16. Mai 2007: Informelles Minister- und Ministerinnentreffen für Gleichstellung und Familie in Bad Pyrmont
- 20. bis 22. Mai 2007: Informelles Treffen der Landwirtschaftsminister in Mainz/Rheingau
- 24. bis 25. Mai 2007: Informelles Treffen der Verkehrs-, Telekommunikations- und Energieminister in Leipzig
- 01. bis 03. Juni 2007: Informelles Ministertreffen Umwelt in Essen